# Міха Зайц
Міха Зайц (словен. Miha Zajc; нар. 1 липня 1994, Шемпетер-при-Гориці) — словенський футболіст, атакувальний півзахисник клубу «Фенербахче» та збірної Словенії. На умовах оренди грає за «Тулузу».

## Клубна кар'єра
Народився 1 липня 1994 року в місті Шемпетер-при-Гориці. Вихованець футбольної школи клубу «Інтерблок». Дорослу футбольну кар'єру розпочав 2011 року в основній команді того ж клубу, в якій провів один сезон, взявши участь у 5 матчах чемпіонату.
Згодом з 2012 по 2014 рік грав у складі команд клубів «Олімпія» (Любляна) та «Цельє».
Своєю грою за останню команду знову привернув увагу представників тренерського штабу клубу «Олімпія» (Любляна), до складу якого повернувся 2014 року. Цього разу відіграв за команду з Любляни наступні три сезони своєї ігрової кар'єри. Більшість часу, проведеного у складі люблянської «Олімпії», був основним гравцем команди.
До складу клубу «Емполі» приєднався 2017 року. За два роки відіграв за команду з Емполі 66 матчів у національному чемпіонаті.
31 січня 2019 року приєднався до турецького «Фенербахче», а у вересні 2020 року повернувся до Італії, де на орендних умовах продовжив кар'єру в «Дженоа». Протягом сезону 2020/21 був основним гравцем генуезців у Серії A, взявши участь у 31 грі першості.
Влітку 2021 року повернувся до «Фенербахче».

## Виступи за збірні
У 2009 році дебютував у складі юнацької збірної Словенії, взяв участь у 26 іграх на юнацькому рівні, відзначившись 2 забитими голами.
Протягом 2013–2016 років залучався до складу молодіжної збірної Словенії. На молодіжному рівні зіграв у 10 офіційних матчах, забив 1 гол.
У 2016 році дебютував в офіційних матчах у складі національної збірної Словенії.

## Статистика виступів

### Статистика клубних виступів
Станом на 5 червня 2021
| Сезон                         | Команда                       | Чемпіонат                     | Чемпіонат | Чемпіонат | Національний кубок | Національний кубок | Національний кубок | Континентальні кубки | Континентальні кубки | Континентальні кубки | Інші змагання | Інші змагання | Інші змагання | Усього | Усього | Усього |
| Сезон                         | Команда                       | Ліга                          | Ігор      | Голів     | Ліга               | Ігор               | Голів              | Ліга                 | Ігор                 | Голів                | Ліга          | Ігор          | Голів         | Ігор   | Голів  |        |
| ----------------------------- | ----------------------------- | ----------------------------- | --------- | --------- | ------------------ | ------------------ | ------------------ | -------------------- | -------------------- | -------------------- | ------------- | ------------- | ------------- | ------ | ------ | ------ |
| 2011–12                       | «Інтерблок»                   | 2. SNL                        | 5         | 0         | КС                 | 0                  | 0                  | -                    | -                    | -                    | -             | -             | -             | 5      | 0      |        |
| лис.-груд. 2012               | «Олімпія» (Любляна)           | 1. SNL                        | 1         | 2         | КС                 | 0                  | 0                  | -                    | -                    | -                    | -             | -             | -             | 1      | 2      |        |
| січ.-черв. 2013               | «Цельє»                       | 1. SNL                        | 12        | 0         | КС                 | 3                  | 0                  | -                    | -                    | -                    | -             | -             | -             | 15     | 0      |        |
| 2013–14                       | «Цельє»                       | 1. SNL                        | 36        | 2         | КС                 | 3                  | 1                  | ЛЄ                   | 2                    | 0                    | -             | -             | -             | 41     | 3      |        |
| черв.-серп. 2014              | «Цельє»                       | 1. SNL                        | 3         | 0         | КС                 | 0                  | 0                  | -                    | -                    | -                    | -             | -             | -             | 3      | 0      |        |
| Усього за «Цельє»             | Усього за «Цельє»             | Усього за «Цельє»             | 51        | 2         |                    | 6                  | 1                  |                      | 2                    | 0                    |               | -             | -             | 59     | 3      |        |
| серп. 2014–15                 | «Олімпія» (Любляна)           | 1. SNL                        | 19        | 4         | КС                 | 4                  | 0                  | -                    | -                    | -                    | -             | -             | -             | 23     | 4      |        |
| 2015–16                       | «Олімпія» (Любляна)           | 1. SNL                        | 32        | 5         | КС                 | 3                  | 0                  | -                    | -                    | -                    | -             | -             | -             | 35     | 5      |        |
| 2016-січ. 2017                | «Олімпія» (Любляна)           | 1. SNL                        | 19        | 7         | КС                 | 3                  | 1                  | ЛЧ                   | 2                    | 1                    | -             | -             | -             | 24     | 9      |        |
| Усього за «Олімпія» (Любляна) | Усього за «Олімпія» (Любляна) | Усього за «Олімпія» (Любляна) | 71        | 18        |                    | 10                 | 1                  |                      | 2                    | 1                    |               | -             | -             | 83     | 20     |        |
| січ.-черв. 2017               | «Емполі»                      | A                             | 5         | 1         | КІ                 | 0                  | 0                  | -                    | -                    | -                    | -             | -             | -             | 5      | 1      |        |
| 2017–18                       | «Емполі»                      | B                             | 41        | 8         | КІ                 | 1                  | 0                  | -                    | -                    | -                    | -             | -             | -             | 42     | 8      |        |
| 2018-січ. 2019                | «Емполі»                      | A                             | 20        | 3         | КІ                 | 1                  | 0                  | -                    | -                    | -                    | -             | -             | -             | 21     | 3      |        |
| Усього за «Емполі»            | Усього за «Емполі»            | Усього за «Емполі»            | 66        | 12        |                    | 2                  | 0                  |                      | -                    | -                    |               | -             | -             | 68     | 12     |        |
| січ.-черв. 2019               | «Фенербахче»                  | СЛ                            | 10        | 2         | КТ                 | 0                  | 0                  | ЛЄ                   | 0                    | 0                    | -             | -             | -             | 10     | 2      |        |
| 2019–20                       | «Фенербахче»                  | СЛ                            | 6         | 1         | КТ                 | 4                  | 1                  | -                    | -                    | -                    | -             | -             | -             | 10     | 2      |        |
| Усього за «Фенербахче»        | Усього за «Фенербахче»        | Усього за «Фенербахче»        | 16        | 3         |                    | 4                  | 1                  |                      | 0                    | 0                    |               | -             | -             | 20     | 4      |        |
| 2020–21                       | «Дженоа»                      | A                             | 31        | 1         | КІ                 | 2                  | 0                  | -                    | -                    | -                    | -             | -             | -             | 33     | 1      |        |
| Усього за кар'єру             | Усього за кар'єру             | Усього за кар'єру             | 240       | 36        |                    | 23                 | 3                  |                      | 4                    | 1                    |               | -             | -             | 267    | 40     |        |

### Статистика виступів за збірну
Станом на 17 листопада 2023
| Дата       | Місто      | Господарі          | Результат | Гості              | Турнір                               | Голи | Примітки  |
| ---------- | ---------- | ------------------ | --------- | ------------------ | ------------------------------------ | ---- | --------- |
| 23-3-2016  | Копер      | Словенія           | 1 – 0     | Північна Македонія | товариський матч                     | -    | 14' — 87' |
| 5-6-2016   | Любляна    | Словенія           | 0 – 1     | Туреччина          | товариський матч                     | -    | 77'       |
| 14-11-2016 | Вроцлав    | Польща             | 1 – 1     | Словенія           | товариський матч                     | -    | 30' — 46' |
| 10-1-2017  | Абу-Дабі   | Саудівська Аравія  | 0 – 0     | Словенія           | товариський матч                     | -    | 59'       |
| 13-1-2017  | Абу-Дабі   | Словенія           | 2 – 0     | Фінляндія          | товариський матч                     | -    | 50'       |
| 27-3-2018  | Любляна    | Словенія           | 0 – 2     | Білорусь           | товариський матч                     | -    | 46'       |
| 2-6-2018   | Подгориця  | Чорногорія         | 0 – 2     | Словенія           | товариський матч                     | 1    |           |
| 6-9-2018   | Любляна    | Словенія           | 1 – 2     | Болгарія           | Ліга націй УЄФА 2018-2019 - 1-й етап | 1    |           |
| 9-9-2018   | Нікосія    | Кіпр               | 2 – 1     | Словенія           | Ліга націй УЄФА 2018-2019 - 1-й етап | -    | 81'       |
| 13-10-2018 | Осло       | Норвегія           | 1 – 0     | Словенія           | Ліга націй УЄФА 2018-2019 - 1-й етап | -    |           |
| 16-10-2018 | Любляна    | Словенія           | 1 – 1     | Кіпр               | Ліга націй УЄФА 2018-2019 - 1-й етап | -    |           |
| 16-11-2018 | Любляна    | Словенія           | 1 – 1     | Норвегія           | Ліга націй УЄФА 2018-2019 - 1-й етап | -    | 69'       |
| 19-11-2018 | Софія      | Болгарія           | 1 – 1     | Словенія           | Ліга націй УЄФА 2018-2019 - 1-й етап | 1    | 87'       |
| 21-3-2019  | Хайфа      | Ізраїль            | 1 – 1     | Словенія           | Відбір до ЧЄ 2020                    | -    | 62'       |
| 24-3-2019  | Любляна    | Словенія           | 1 – 1     | Північна Македонія | Відбір до ЧЄ 2020                    | 1    | 90'       |
| 7-6-2019   | Клагенфурт | Австрія            | 1 – 0     | Словенія           | Відбір до ЧЄ 2020                    | -    | 69'       |
| 10-6-2019  | Рига       | Латвія             | 0 – 5     | Словенія           | Відбір до ЧЄ 2020                    | 1    | 64'       |
| 10-10-2019 | Скоп'є     | Північна Македонія | 2 – 1     | Словенія           | Відбір до ЧЄ 2020                    | -    | 65'       |
| 13-10-2019 | Любляна    | Словенія           | 0 – 1     | Австрія            | Відбір до ЧЄ 2020                    | -    | 61'       |
| 16-11-2019 | Любляна    | Словенія           | 1 – 0     | Латвія             | Відбір до ЧЄ 2020                    | -    | 62'       |
| 19-11-2019 | Варшава    | Польща             | 3 – 2     | Словенія           | Відбір до ЧЄ 2020                    | -    | 72'       |
| 3-9-2020   | Любляна    | Словенія           | 0 – 0     | Греція             | Ліга націй УЄФА 2020-2021 - 1-й етап | -    | 61' 89'   |
| 6-9-2020   | Любляна    | Словенія           | 1 – 0     | Молдова            | Ліга націй УЄФА 2020-2021 - 1-й етап | -    | 57'       |
| 11-11-2020 | Любляна    | Словенія           | 0 – 0     | Азербайджан        | товариський матч                     | -    | 66'       |
| 27-3-2021  | Сочі       | Росія              | 2 – 1     | Словенія           | Відбір до ЧС 2022                    | -    | 75'       |
| 30-3-2021  | Строволос  | Кіпр               | 1 – 0     | Словенія           | Відбір до ЧС 2022                    | -    | 46'       |
| 4-6-2021   | Копер      | Словенія           | 6 – 0     | Гібралтар          | товариський матч                     | -    | 62'       |
| 1-9-2021   | Любляна    | Словенія           | 1 – 1     | Словаччина         | Відбір до ЧС 2022                    | -    | 70'       |
| 4-9-2021   | Любляна    | Словенія           | 1 – 0     | Мальта             | Відбір до ЧС 2022                    | -    | 61'       |
| 11-11-2021 | Трнава     | Словаччина         | 2 – 2     | Словенія           | Відбір до ЧС 2022                    | 1    | 71'       |
| 14-11-2021 | Любляна    | Словенія           | 2 – 1     | Кіпр               | Відбір до ЧС 2022                    | 1    | 84'       |
| 26-3-2022  | Ер-Раян    | Хорватія           | 1 – 1     | Словенія           | товариський матч                     | -    | 18' 78'   |
| 29-3-2022  | Ер-Раян    | Катар              | 0 – 0     | Словенія           | товариський матч                     | -    | 81'       |
| 2-6-2022   | Любляна    | Словенія           | 0 – 2     | Швеція             | Ліга націй УЄФА 2022-2023 - 1-й етап | -    | 41' 65'   |
| 5-6-2022   | Белград    | Сербія             | 4 – 1     | Словенія           | Ліга націй УЄФА 2022-2023 - 1-й етап | -    | 13' 84'   |
| 12-6-2022  | Любляна    | Словенія           | 2 – 2     | Сербія             | Ліга націй УЄФА 2022-2023 - 1-й етап | -    | 46'       |
| 20-11-2022 | Любляна    | Словенія           | 1 – 0     | Чорногорія         | товариський матч                     | 1    | 68'       |
| 23-3-2023  | Астана     | Казахстан          | 1 – 2     | Словенія           | Відбір до ЧЄ 2024                    | -    | 46'       |
| 26-3-2023  | Любляна    | Словенія           | 2 – 0     | Сан-Марино         | Відбір до ЧЄ 2024                    | -    | 82'       |
| 16-6-2023  | Гельсінкі  | Фінляндія          | 2 – 0     | Словенія           | Відбір до ЧЄ 2024                    | -    | 79'       |
| 17-11-2023 | Копенгаген | Данія              | 2 – 1     | Словенія           | Відбір до ЧЄ 2024                    | -    | 86'       |
| Усього     |            | Матчів             | 41        |                    | Голів                                | 8    |           |

| Дата       | Місто            | Господарі | Результат | Гості    | Турнір                             | Голи | Примітки |
| ---------- | ---------------- | --------- | --------- | -------- | ---------------------------------- | ---- | -------- |
| 6-9-2013   | Хімки            | Росія     | 2 – 1     | Словенія | Кваліфікація молодіжного Євро-2015 | -    | 72'- 93' |
| 10-9-2013  | Птуй             | Словенія  | 2 – 2     | Данія    | Кваліфікація молодіжного Євро-2015 | -    | 58'      |
| 15-10-2013 | Нова Гориця      | Словенія  | 2 – 1     | Болгарія | Кваліфікація молодіжного Євро-2015 | -    | 85'      |
| 19-11-2013 | Стара Загора     | Болгарія  | 1 – 5     | Словенія | Кваліфікація молодіжного Євро-2015 | -    | 79'      |
| 5-3-2014   | Копер (Словенія) | Словенія  | 2 – 1     | Хорватія | Товариський матч                   | -    | 46'      |
| 26-3-2015  | Копер (Словенія) | Словенія  | 0 – 2     | Україна  | Товариський матч                   | -    | 58'      |
| 13-10-2015 | Андорра-ла-Велья | Андорра   | 0 – 5     | Словенія | Кваліфікація молодіжного Євро-2017 | -    |          |
| 17-11-2015 | Анкаран          | Словенія  | 2 – 0     | Сербія   | Кваліфікація молодіжного Євро-2017 | -    | 78'      |
| 28-3-2016  | Анкаран          | Словенія  | 3 – 1     | Ірландія | Кваліфікація молодіжного Євро-2017 | 1    | 82'      |
| Усього     |                  | Матчів    | 9         |          | Голів                              | 1    |          |

## Титули і досягнення
- Чемпіон Словенії (1):

«Олімпія» (Любляна): 2015-16
- Володар Кубка Туреччини (1):

«Фенербахче»: 2022-23